# خشکی (هوا)

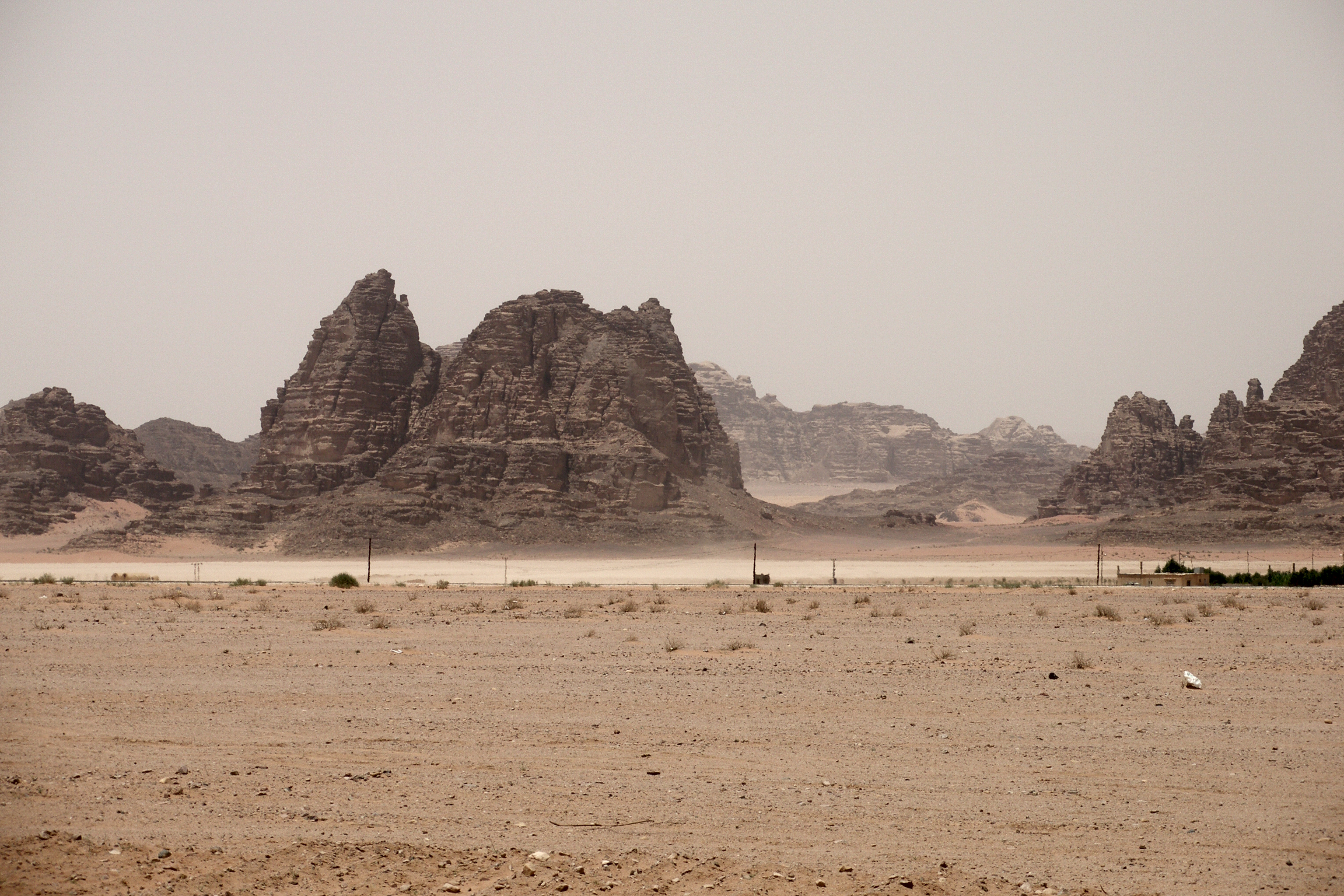
یک زمین خشک

خشکی (به انگلیسی: Aridity) وضعیت منطقه‌ای است که از نظر آب در دسترس به شدت کمبود دارد، تا حدی که این خشکی مانعی در جهت ریخت‌زایی حیات گیاهی و جانوری باشد. مناطق بایر یا دارای آب و هوای خشک، بدون پوشش گیاهی هستند و به آن‌ها مناطق خشک یا بیابان می‌گویند. اکثر اقلیم‌های خشک در پیرامون منطقه مدارگان قرار دارند. این مناطق شامل بخش‌هایی از آفریقا، آسیا، آمریکای جنوبی، آمریکای شمالی و استرالیا است.
سرزمین خشک یا بایر، ویژگی سرزمین و منطقه‌ای است که بر اثر نبود آب یا کمبود بارندگی، امکان حیات گیاهی و جانوری در آن از بین رفته‌باشد. این اصطلاح معمولاً به آب‌وهوا یا به ناحیه‌ای گفته می‌شود که متوسط سالیانه باران آن کمتر از ۲۵۰ میلی‌متر باشد. بیشتر مساحت کرهٔ زمین خشک محسوب می‌شود. این محدوده شامل بیابان‌های گرم و خشک و مناطقی می‌شود که ریزش‌های جوی در آن پایین بوده یا سطح تبخیر آب بسیار بالا می‌باشد. علی‌رغم اینکه اصطلاح منطقه بایر بیشتر برای مناطق خشک گفته می‌شود، از دیدگاه اقلیم‌شناسی، مناطقی که در اثر سرمای بسیار شدید بدون پوشش گیاهی بوده نیز بایر معرفی می‌شوند، مانند قطب شمال و قطب جنوب.
خشکی و بایری مناطق مختلف جهان، به ویژه در مناطق گرم و خشک نزدیک خط استوا و در فواصل بین عرض‌های جغرافیایی ۲۰ تا ۳۰ درجه شمالی و جنوبی، بیشتر مشهود است. این مناطق، که به دلیل نوسانات جوی و عدم دسترسی به منابع آب پایدار، دائماً با مشکلات خشکسالی و کم‌آبی مواجه هستند، اکوسیستم‌های خاصی را به وجود آورده‌اند که در آن‌ها تنوع زیستی به شکل گوناگونی بروز و ظهور پیدا کرده است.
از جمله بیابان‌های شناخته‌شده‌ای که در این دسته قرار می‌گیرند می‌توان به صحرای بزرگ آفریقا (صحرا)، صحرای عرب، بیابان‌های استرالیا و بیابان‌های آمریکای جنوبی اشاره کرد. در این مناطق، میزان بارندگی بسیار پایین است و تبخیر آب به دلیل دمای بالا بسیار زیاد، به‌طوری که حیات در این شرایط دشوار به نظر می‌رسد. با این حال، انواع موجودات زنده با تطبیق‌پذیری‌های خاص خود توانسته‌اند در این شرایط سخت به بقا و تکثیر بپردازند.
گیاکان و زیاگان در مناطق خشک و بایر بسیار متنوع ولی منحصر به فرد هستند. گیاهان مانند کاکتوس‌ها و سایر گیاهان آب‌دوست با قابلیت‌های ذخیره آب، توانایی خود را در مقاومت در برابر خشکی نشان می‌دهند. این گیاهان اغلب دارای برگ‌های کوچک یا برگ‌هایی که به شکل خار یا پوشش‌های مومی محافظ تغییر شکل یافته‌اند، هستند تا از تبخیر آب جلوگیری کنند.
در سوی دیگر، جانورانی مانند شترها که قادر به ذخیره آب در بدن خود برای مدت‌ها هستند، نمونه‌هایی از تطبیق با شرایط خشک و کم‌آبی را نمایش می‌دهند. جانوران دیگری مانند مارمولک‌ها و برخی پرندگان نیز با تغییر ساعات فعالیت خود به ساعات خنک‌تر شبانه‌روز و استفاده از رطوبت به دست آمده از شبنم، به حیات خود ادامه می‌دهند.
علاوه بر تأثیرات بیولوژیکی، خش و مناطق خشک تأثیرات اقتصادی و اجتماعی قابل توجهی نیز بر جوامع بشری دارند. کمبود آب باعث محدودیت در کشاورزی، کاهش تولید محصولات غذایی، و در نتیجه، افزایش فقر و مهاجرت‌های داخلی و بین‌المللی می‌شود. این وضعیت اغلب به تنش‌های آبی بین کشورها و مناطق مختلف منجر شده و می‌تواند بر روابط بین‌المللی تأثیر بگذارد.
برای مقابله با این چالش‌ها، بسیاری از کشورها و سازمان‌های بین‌المللی استراتژی‌های مختلفی را پیاده‌سازی کرده‌اند، مانند ایجاد تکنولوژی‌های جدید برای آبیاری کم‌مصرف، استفاده از آب‌های زیرزمینی، و ترویج کشاورزی پایدار که کمتر به آب نیاز دارد. همچنین، افزایش آگاهی عمومی در مورد اهمیت صرفه‌جویی در مصرف آب و حفاظت از منابع طبیعی، از دیگر راهکارهای مهم در این زمینه است.

## تغییر در طول زمان
توزیع خشکی در هر زمان عمدتاً نتیجه گردش عمومی اتمسفر است. گردش عمومی جو به‌طور قابل توجهی در طول زمان از طریق تغییرات اقلیمی تغییر می‌کند. به عنوان مثال، افزایش دما به میزان ۱٫۵ تا ۲٫۱ درصد در سراسر حوضه نیل طی ۳۰ تا ۴۰ سال آینده می‌تواند اقلیم منطقه را از نیمه‌خشک به خشک تغییر دهد و موجب کاهش قابل توجه زمین قابل استفاده برای کشاورزی شود. علاوه بر این، تغییر کاربری زمین می‌تواند تقاضا برای آب خاک و در نتیجه خشکی را افزایش دهد.